# بوکسو-یول (شهرستان یای‌ایل)
بوکسو-یول (به لاتین: Böksö-Jol) یک منطقهٔ مسکونی در قرقیزستان است که در شهرستان یای‌ایل واقع شده‌است. بوکسو-یول ۸۶۲ نفر جمعیت دارد.